# Gerlóczy Károly

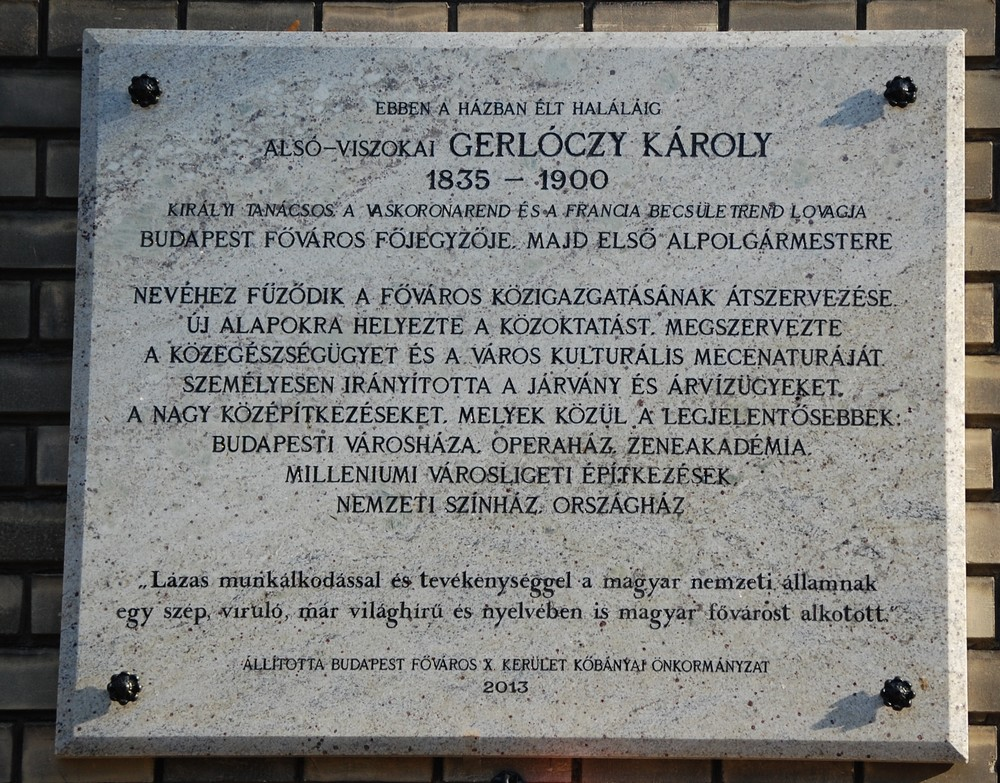
Gerlóczy Károly emléktáblája kőbányai lakóházán, 2013

Alsóviszokai Gerlóczy Károly (Pest, 1835. május 18. – Budapest, 1900. augusztus 25.) magyar királyi tanácsos, Budapest főváros főjegyzője, első alpolgármestere (1873–1897), a III. osztályú Vaskoronarend és a francia becsületrend lovagja, a perzsa nap- és oroszlánrend tulajdonosa, az Országos Magyar iskolaegyesület elnöke, a Nemzeti Zenede és a Budapesti Önkéntes Mentőegyesület másodelnöke. Gerlóczy Gyula bátyja, Gerlóczy Zsigmond édesapja.

## A családa és származása
Az alsóviszokai Gerlóczy családban született, amely egy régi horvátországi birtokadományos nemesi család; ez a család eredetileg a Mattekovich vezetéknevet viselte de 1848-ban Mattekovich Imre felvette a "Gerlóczy" vezetéknevet. Apja alsóviszokai Gerlóczy Imre (1808–1877), hites ügyvéd, Pest-Pilis-Solt-Kiskun vármegye főlevéltárnoka, anyja denkenbergi Becker Eleonóra (1815–1878) volt. Az apai nagyszülei nemes Mattekovich Imre, pesti csizmadia mester és Salamon Katalin (1788–1862) voltak.

## Életpályája
A középiskolát a pesti piarista gimnáziumban végezte, 1851-ben. Egyetemi, jogi és államtudományi tanulmányainak befejeztével, 1854-ben bírói és közigazgatási, majd 1861-ben ügyvédi vizsgát tett. 1855-ben indult hivatalnoki pályája, ekkor fogalmazó gyakornokként az akkori kormányszéknél. 1856-ban a Borsod megyei szolgabíróságnál bővítette ismereteit, birói és közigazgatási téren. 1861. augusztus 1-jétől szolgálta Pest ügyét mint tollnok, november 28-án aljegyző, 1866. január 27-én főjegyző, majd október 16-tól városi tanácsosként működött. Buda, Pest és Óbuda egyesítésén is munkálkodott. 1869-ben a főváros új közigazgatási szervezetére demokratikus jellegű törvényjavaslattal állt elő, ami azonban nem került tárgyalásra. 1873-ban Budapest első alpolgármestere lett. 1878-ban elnyerte a párizsi nemzetközi kiállításon a nemzetközi bíráló bizottság nagy aranyérmét, valamint a köztársaság elnökétől a francia becsületrend lovagkeresztjét. Ő szervezte meg az 1881. és 1892. évi népszámlálásokat. Alpolgármesterként serényen munkálkodott az Üllői úti új kórházépítések, a járvány- és árvízvédelem, a Népszínház (Operaház), Zeneakadémia létesítése, valamint a közművelődési és képzőművészeti intézmények (szakbizottsági) támogatása érdekében. Közhasznú tevékenységének (pl. az országos kiállítás) elismeréseképpen 1885-ben Ferenc József a Vaskoronarenddel tüntette ki. 1886-ban elnöke volt a Budavár visszafoglalásának kétszázadik évfordulójára megrendezett történeti kiállításnak. 1889-ben a perzsa sah a Nap és oroszlán-rend III. osztályát adományozta neki. 1891. augusztus 10-én az uralkodótól megkapta a királyi tanácsosi címet. 1892. december 6-án kinevezték az 1896-os nemzeti Millenniumi (Ezredévi) Kiállítást rendező országos bizottság tagjává, és egyben a kiállítás székesfővárosi bizottságának elnöke lett. Az 1894. március 30-án Kossuth Lajos hamvainak hazaszállításában és az országos nemzeti gyászünnep (április 1.) megszervezésében is meghatározó szerepe volt. A Gránátos (ma Városház) utca 9–11. sz. alatti Invalidus-ház vagy Gránátos Laktanya fővárosi városházzá alakítása is a nevéhez fűződik.
Anglia kivételével Európa szinte minden fontosabb országában megfordult.

## Házassága és gyermekei
Miskolcon, 1859. október 18.-án vette el munkácsi Barkassy Amália (1841–Budapest, 1937. május 31.) kisasszonyt, akinek a szülei munkácsi Barkassy József (1799–1849), földbirtokos és szentmihályi Baráth Johanna (1808–1883) voltak. Az apai nagyszülei munkácsi Barkassy Imre (1774–1824), földbirtokos és csabai Dókus Klára (1777–1865) voltak. Az anyai nagyszülei szentmihályi Baráth János (1769–1832), földbirtokos és Szentessy Terézia (1786–1832) voltak. Gerlóczy Károly ás Barkassy Amália frigyéből született:
- Gerlóczy Ida (1860–1929), Kauser Józsefné.
- Dr. Gerlóczy Zsigmond (1863–1937), higiénikus orvos, a Szent László Kórház igazgató főorvosa
- Gerlóczy Margit (1865–1934). Férje, benedekfalvi Kiszely Albert (1852–1923).
- Gerlóczy Géza (1867–1903), a kassai gazdasági tanintézet és jogakadémia tanára.
- Gerlóczy Tamás (1870–1940), székesfővárosi főmérnök, műszaki tanácsos.
- Gerlóczy Károly (1872–?), miniszteri tanácsos.
- Gerlóczy Paula (1875–1905), Tóth Györgyné.
- Gerlóczy József (1878–1916), dr., a m. kir. földművelésügyi minisztérium fogalmazója, alpolgármester.

## Emlékezete
- Budapest Belvárosában az egykori Rostély utcát nevezték el róla, még a halála évében.
- Budapest Kőbánya, Hölgy u. 13. sz. alatti utolsó lakóházán, 2013-ban márvány emléktáblát kapott.

## Művei (jelentések és beszédek)

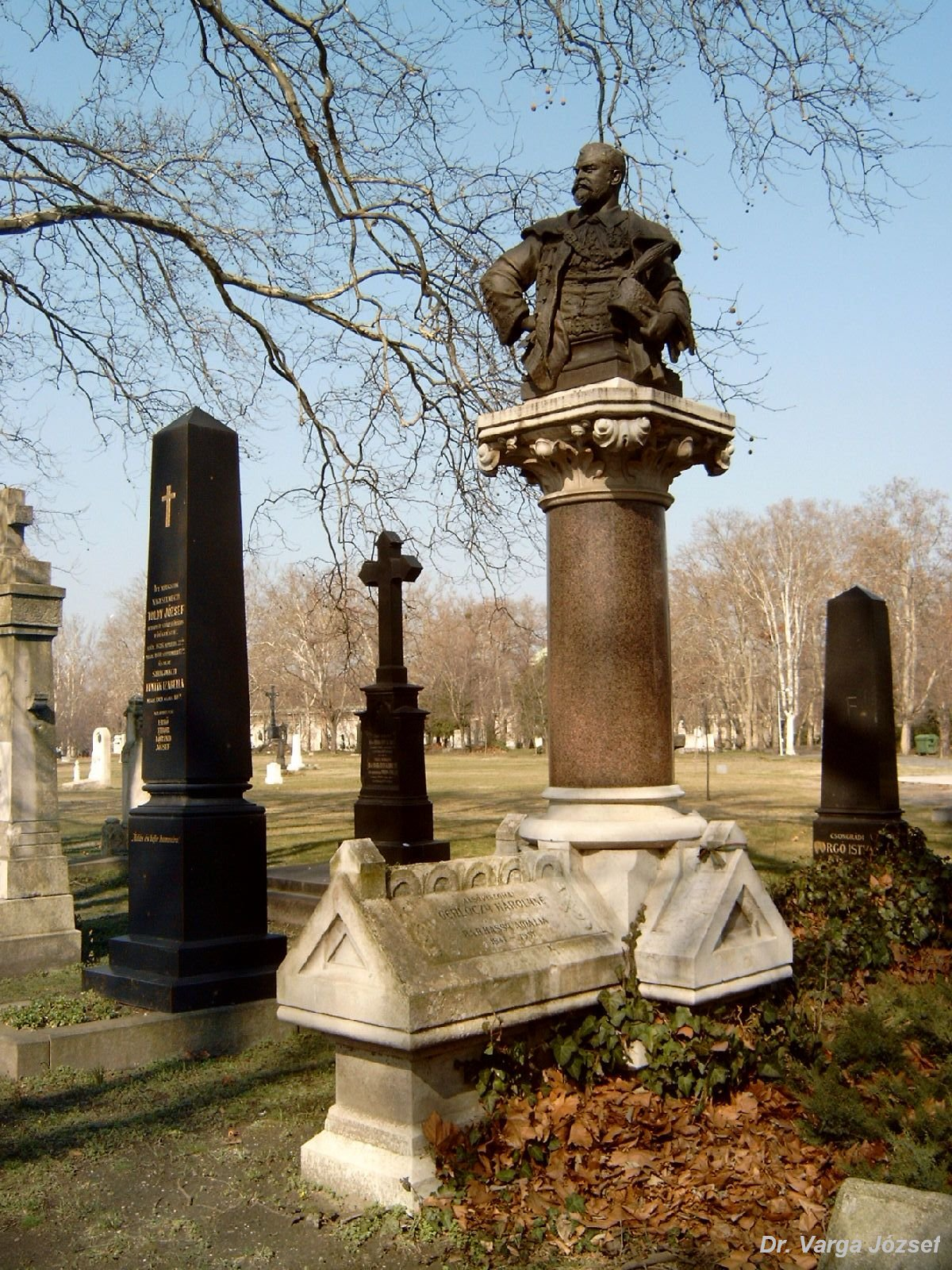
Gerlóczy Károly sírja Budapesten. Kerepesi temető: 28-díszsor-35. Szécsi Antal alkotása

1. Budapest főváros törvényhatósági bizottságának tekintetes közgyűléséhez Jelentése a fővárosi képzőművészeti állandó bizottmányának 1880. évi működéséről. Bpest, 1881
2. Budapest 1881-83. működéséről. Bpest, 1882-85
3. Az országos magyar iskola-egyesület felügyelő bizottságának Jelentése és számadása az egyesület működéséről az 1884. évben. Bpest, 1884 (Az országos magyar iskola-egyesület felügyelő bizottságának Jelentése és számadása az egyesület működéséről az 1885-1893. évekről. Bpest, 1883-94 (Kilencz füzet)
4. Országos kiállítás Budapesten 1885-ben. Budapest főváros pavillonjának külön katalogusa a kiállított tárgyak rövid ismertetésével. Bpest, 1885 (G. felügyelete és vezetése mellett szerk. Szabó Károly bizottsági jegyző)
5. Országos magyar iskola-egyesület. Kivonat a közművelődési egyesületeknek a tervezett congressus ügyében adott válaszaikból. Bpest, 1886
6. Zárjelentése... Budapest főváros törvényhatóságának az 1885. évi országos kiállítás érdekében tett és végrehajtott intézkedéseiről. Bpest, 1886
7. A magyarországi közművelődési egyesületek élete. Bpest, 1887
8. Bizottmányi jelentés a Budavára visszavívásának 200. évfordulója alkalmából rendezett ünnepélyességekről. Bpest, 1887
9. Elnöki jelentés az 1888. aug. 20. a budapesti városligetben a «Jó szív» orsz. bizottság határozata folytán megtartott népünnepélyről. Bpest, 1888
10. A közművelődési egyesületeknek Budapesten, 1887. okt. 9., 10.... megtartott congressusáról szóló napló. Bpest, 1888
11. A fővárosi képzőművészeti bizottság jelentése tízéves működéséről 1880-90. Bpest, 1891
12. Beszéd, melylyel az országos magyar iskolaegyesületnek Budapesten 1892. márcz. 8. tartott rendes évi közgyűlését megnyitotta. Bpest, 1892
13. Petőfi Sándor szobrának leirása és története. Bpest, 1892. (Bpest főváros közterein álló szobroknak és emlékműveknek törzskönyve G. K. vezetése és felügyelete alatt Amtmann Géza a főv. képzőműv. bizottság jegyzője)
14. Királyi Pál emlékezete. Bpest, 1893
15. A központi járványbizottság jelentése az 1892. évi koleráról. Bpest, 1893
16. Előterjesztés a budapesti lakásviszonyok rendezése tárgyában. Bpest, 1893

## Forrásmunkák
- Szinnyei József: Magyar írók élete és munkái III. (Fa–Gwóth). Budapest: Hornyánszky. 1894.
- Magyar életrajzi lexikon I–IV. Főszerk. Kenyeres Ágnes. Budapest: Akadémiai.  1967–1994.